# ضريح ومرقد السيد محمد زرين نوا
ضريح ومرقد السيد محمد زرين نوا (بالفارسية: آرامگاه امامزاده سید محمد زرین‌نوا) هو ضريح ومرقد تاريخي يعود إلى القرن الثامن الهجري، ويقع في مقاطعة قائم شهر.